# Karstula
Karstula [ˈkɑrstulɑ] ist eine Gemeinde im Westen Finnlands. Sie liegt in der Landschaft Mittelfinnland am See Pääjärvi. Die Gemeinde hat 3665 Einwohner (Stand 31. Dezember 2022) auf einer Fläche von 963,47 km² mit Wasserflächen von 76,21 km².
In der Gemeinde wird nur Finnisch gesprochen.

## Dörfer
Karstula, Kiminki, Rantakylä, Vahanka, Vastinki, Kangasaho, Humppi

## Wappen
Beschreibung des Wappens: Im roten Schild ein silbernes Ankerkreuz mit einem mittig liegenden Schlüssellochdurchbruch.

## Politik
Wie in den meisten ländlichen Gegenden Finnlands ist in Karstula die Zentrumspartei die stärkste Partei. Bei den Kommunalwahlen 2008 erhielt sie knapp die Hälfte der Stimmen und verfügt im Gemeinderat, der höchsten Entscheidungsinstanz bei lokalen Angelegenheiten, mit 15 von 27 Abgeordneten über eine absolute Mehrheit. Zweitgrößte Fraktion sind die Sozialdemokraten mit sechs Sitzen, gefolgt von der dritten großen Partei des Landes, der Nationalen Sammlungspartei mit vier Abgeordneten. Weiterhin im Gemeinderat vertreten sind die Christdemokraten mit zwei Sitzen.
| Partei                    | Wahlergebnis 2008 | Sitze |
| ------------------------- | ----------------- | ----- |
| Zentrumspartei            | 51,3 %            | 15    |
| Sozialdemokraten          | 23,8 %            | 6     |
| Nationale Sammlungspartei | 15,7 %            | 4     |
| Christdemokraten          | 8,1 %             | 2     |

## Galerie

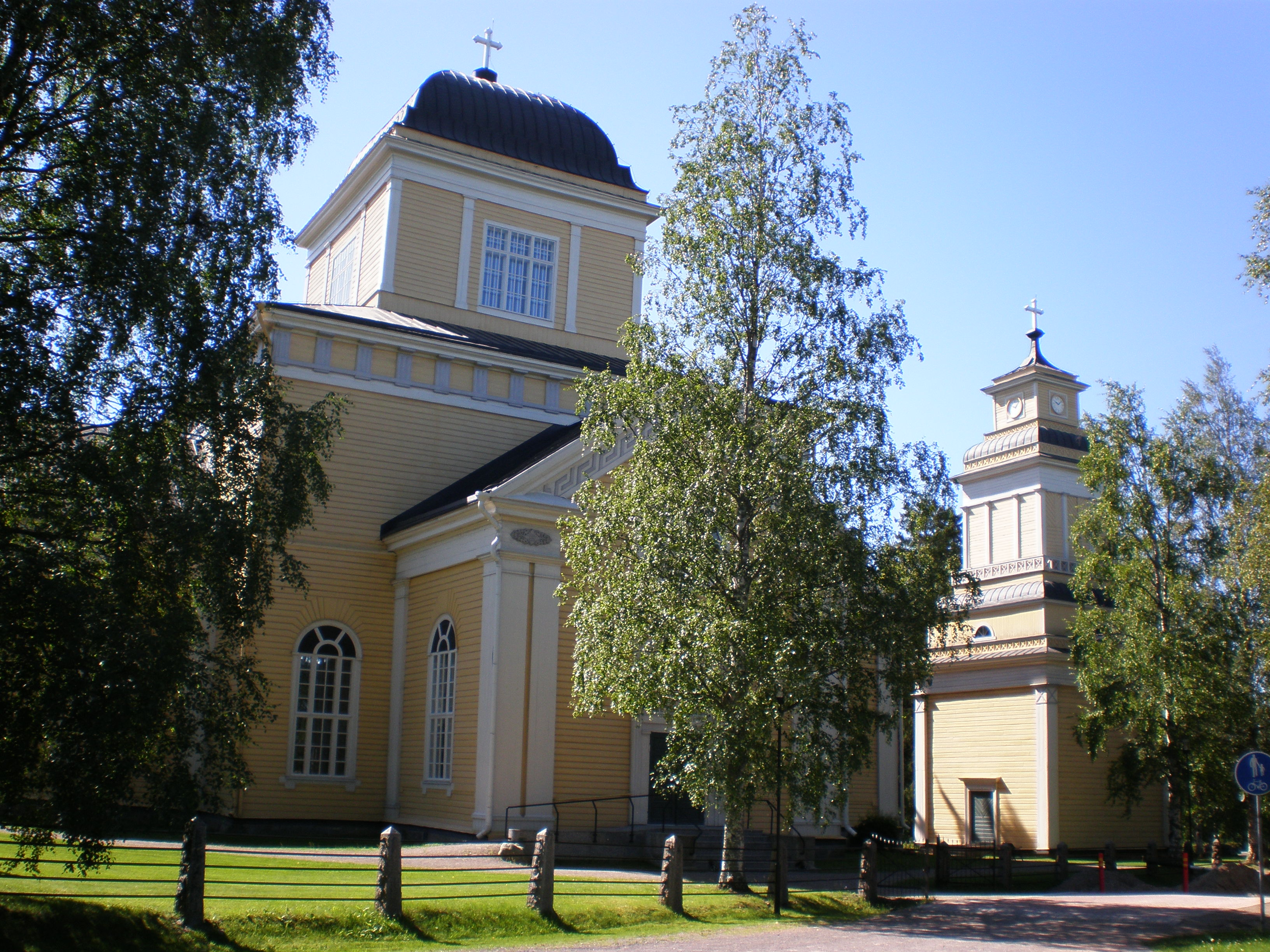
Lutherische Kirche
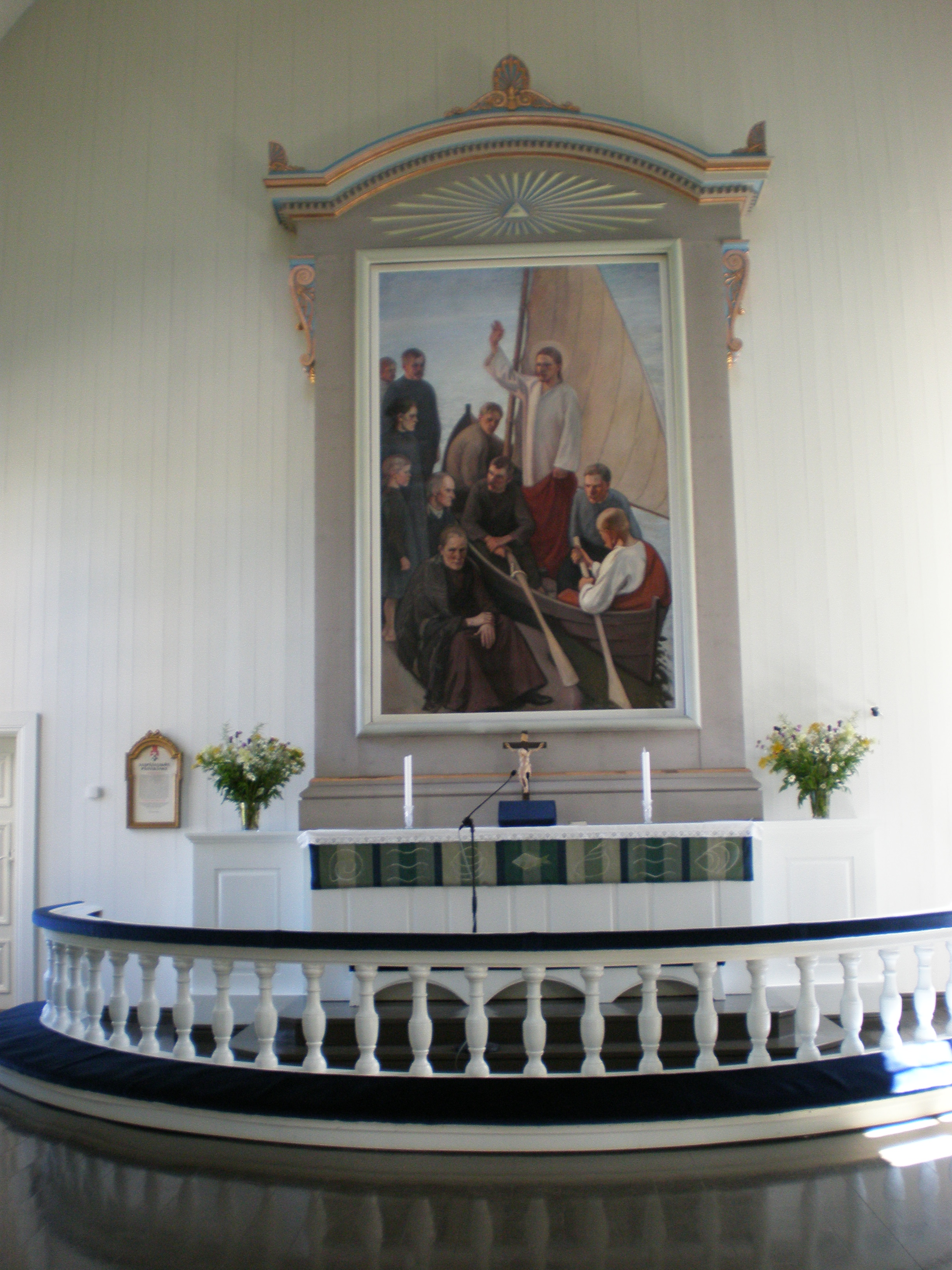
Innenansicht der Kirche
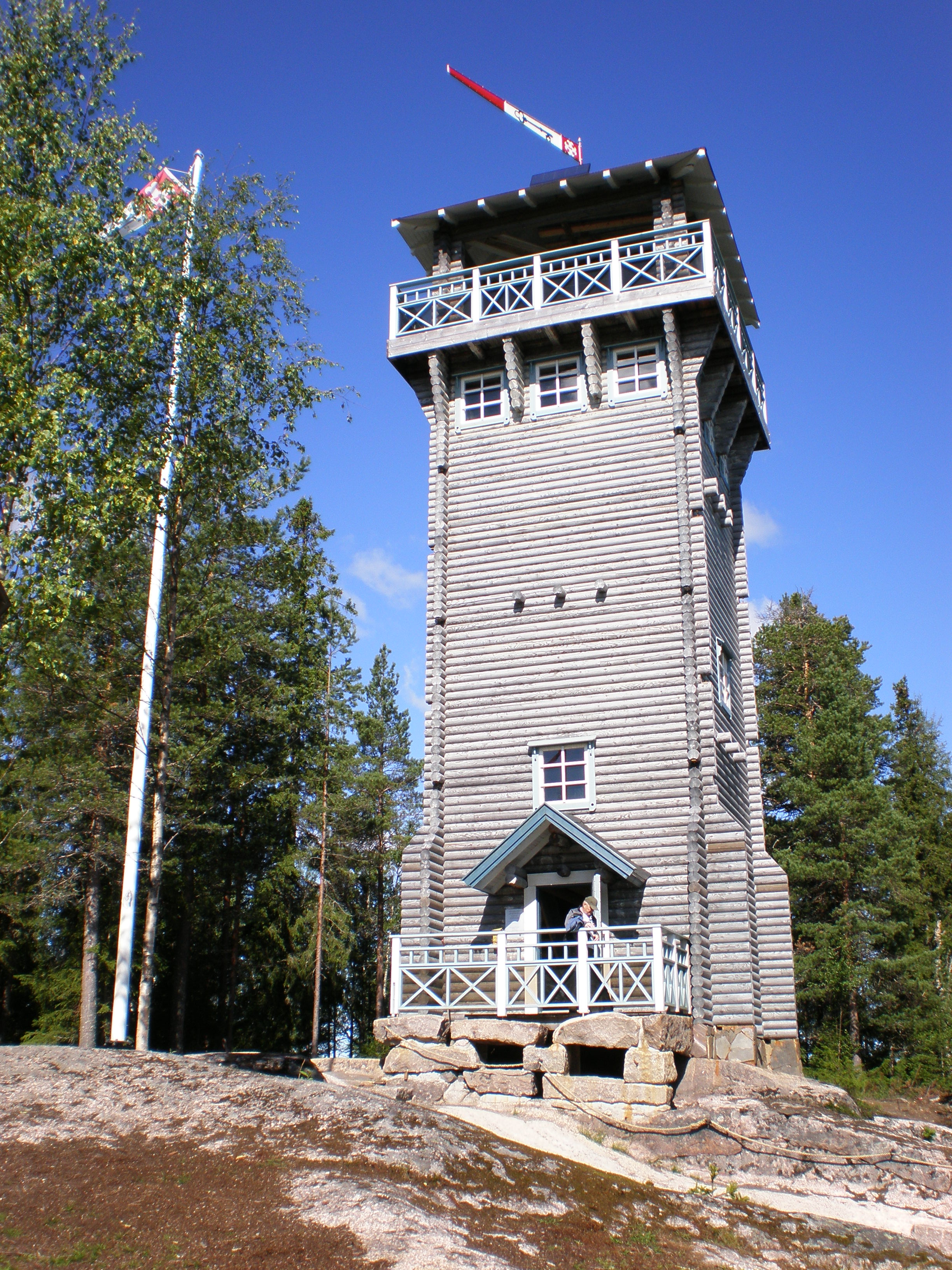
Aussichtsturm
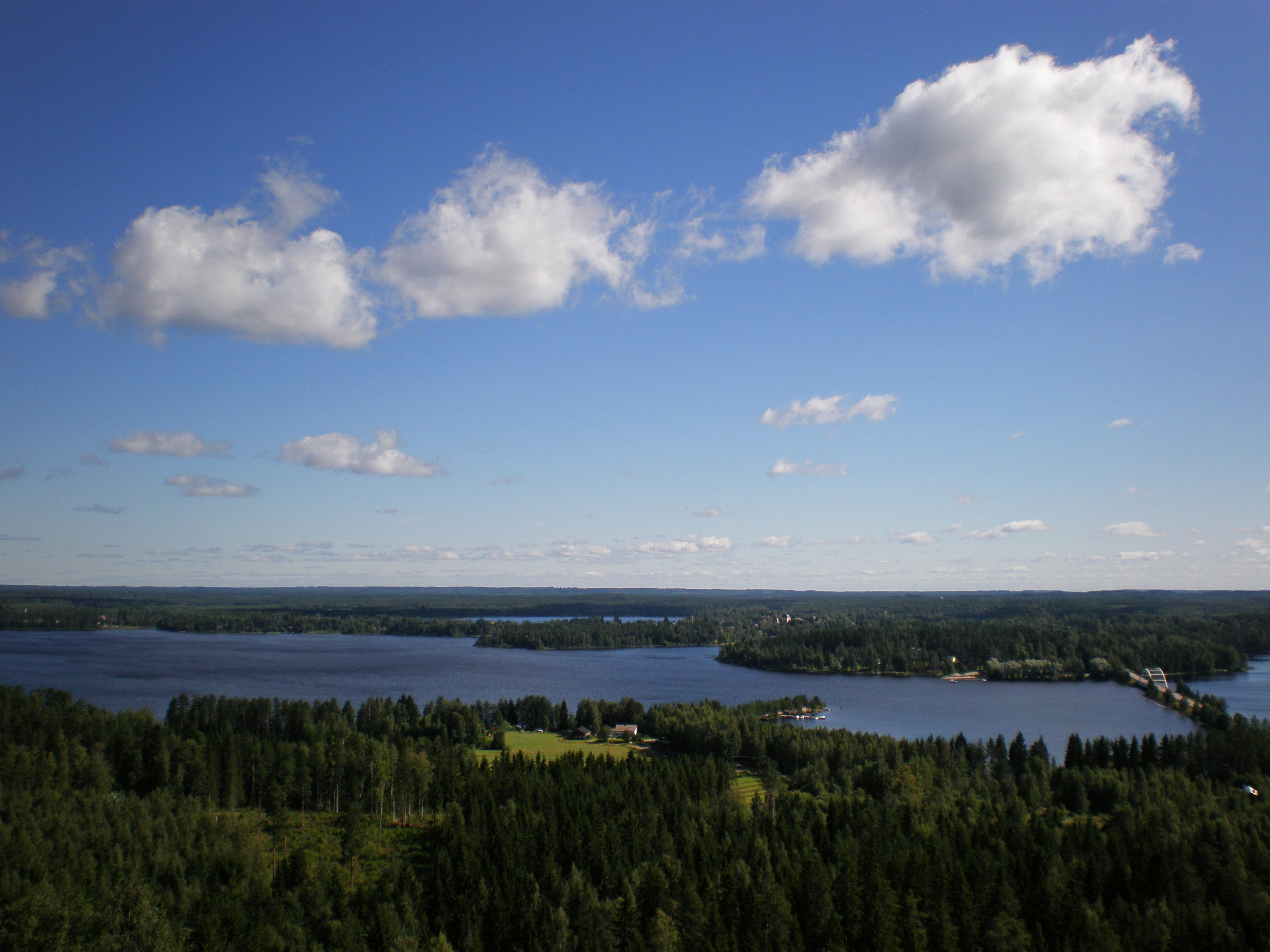
Blick auf den See Pääjärvi

## Industrie
Der bedeutendste Arbeitgeber der Gemeinde Karstula ist der Blockhaushersteller Honkarakenne Oyj.

## Söhne und Töchter der Stadt
- Samu Heikkilä (* 1971), Filmeditor, Tontechniker und Drehbuchautor
- Joonas Rinne (* 1995), Leichtathlet